# Amici Full Out
Amici Full Out è la sedicesima compilation di Amici di Maria De Filippi, pubblicata il 27 gennaio 2023 dall'etichetta discografica Artist First.
Pubblicata in edizione limitata, ad essa era abbinato l'accesso esclusivo ad un concerto dal vivo dei cantanti partecipanti alla ventiduesima edizione di Amici di Maria De Filippi.

## Tracce
1. Aaron – Baciami e ballami – 2:15 – prod. Riccardo Brizi
2. Cricca – Se mi guardi così – 2:45 – prod. Emiliano Bassi, Giovanni Cricca, Cristian Bonato, Federico Mecozzi, Massimiliano Corona, Francesco Picciano
3. Federica Andreani – 26 modi – 3:06 – prod. Room9
4. NDG – Perdonami – 2:11 – prod. Kyv, Ayden Lau
5. Niveo – Sui sedili della metro – 2:52 – prod. Fabio Zini
6. Piccolo G – Acquario – 2:53 – prod. Zef, Starchild
7. Tommy Dali – Finisce bene – 2:21 – prod. Andrea Blanc, Renzo Stone
8. Wax – Ballerine e guantoni – 3:19 – prod. Dardust
9. Angelina Mango – Voglia di vivere – 2:25 – prod. Michelangelo
10. Aaron – Universale – 2:41 – prod. Zef, Starchild
11. Cricca – Supereroi – 2:41 – prod. OkGiorgio
12. Federica Andreani – Meno sola – 2:44 – prod. Room9
13. NDG – Fuori – 2:37 – prod. Lvnar
14. Niveo – Scarabocchi – 2:55 – prod. Fabio Zini
15. Piccolo G – Più mia – 2:57 – prod. Dema
16. Tommy Dali – Male – 2:34 – prod. Riccardo Scirè
17. Wax – Turista per sempre – 2:22 – prod. Shune

## Classifiche
| Classifica (2023) | Posizione massima |
| ----------------- | ----------------- |
| Italia            | 14                |

## Full Out Live
L'evento, tenutosi domenica 11 giugno al Rock in Roma, ha visto la partecipazione, oltre che dei cantanti, dei ballerini arrivati al serale (ad eccezione di Tommy Dali e Niveo che erano stati eliminati durante la fase pomeridiana). L'evento è stato presentato da Nicolò De Devitiis, Isobel Fetiye Kinnear e Giulia Stabile ed è stato trasmesso martedì 20 giugno in prima serata su Italia 1.
Ospiti: Alessandra Celentano, Lorella Cuccarini, Arisa, Olly, Vincenzo De Lucia. 

### Setlist
1. Mattia - Trumpets
2. Angelina - Voglia di vivere (inedito)
3. Wax - Turista per sempre (inedito)
4. Samu - Mamacita
5. Aaron - Universale (inedito)
6. Maddalena - Anche fragile
7. Cricca - Just the Way You Are
8. Federica - Scivola (inedito)
9. Alessio - Fire on Fire
10. Tommy Dali con NDG - Miss (inedito)
11. Ramon - Variazione: Paquita #8
12. Piccolo G - Acquario (inedito)
13. Megan - Crazy In Love
14. Niveo - Scarabocchi (inedito)
15. Isobel e Gianmarco - Dancing in the moonlight
16. Mattia (e Umberto) - Hanuman
17. Angelina - Nove maggio
18. Gianmarco - Las Vegas

1. Federica - Proud Mary
2. Isobel - Be Italian
3. Wax - Laurea ad honorem
4. Maddalena - Dolcenera
5. Cricca - Se mi guardi così (inedito)
6. Alessio - Don't Stop 'til You Get Enough
7. Piccolo G - Hai delle isole negli occhi
8. Ramon - The Nutcracker Dance of the Sugarfairy Plum
9. Niveo - Ma che freddo fa
10. NDG - Fuori (inedito)
11. Samu - CENERE
12. Tommy Dali - Finisce bene (inedito)
13. Megan - Bon Appétit
14. Aaron - Somebody to Love
15. Wax - Anni 70 (inedito)
16. Isobel - This Is Me
17. Angelina - Ci pensiamo domani (inedito)
18. Mattia (con Benedetta) - Crazy Little Thing Called Love

### Ascolti
| Messa in onda  | Ascolti        | Ascolti | Ascolti |
| Messa in onda  | Telespettatori | Share   | Fonte   |
| -------------- | -------------- | ------- | ------- |
| 20 giugno 2023 | 1 436 000      | 10,10%  | [ 3 ]   |